# The Mosaic Project
Albums de Terri Lyne Carrington
More To Say... Real Life Story (Next Gen)
(2009) Money Jungle: Provocative in Blue (en)
(2013)
The Mosaic Project est un album de la percussionniste et productrice de jazz américaine Terri Lyne Carrington, édité en 2011.

## Historique
Originaire du Massachusetts, Terri Lyne Carrington est une batteuse de jazz accomplie. Elle s'est notamment produite aux côtés des musiciens américains Herbie Hancock, Wayne Shorter ou Stan Getz. Depuis 2007, elle est professeure au Berklee College of Music de Boston.
The Mosaic Project mêle à des tonalités jazz, des parties empruntes au Rythm and blues. Un projet ambitieux, une ode aux femmes dans la musique, soutenu par une distribution d'artistes influentes dans le jazz, telles les musiciennes Cassandra Wilson, Dianne Reeves, Dee Dee Bridgewater, Gretchen Parlato, Esperanza Spalding et Nona Hendryx.
Terri Lyne Carrington est l'auteure de cinq chansons, dont le titre Magic and Music, en hommage à la chanteuse américaine Teena Marie, décédée sept mois avant le lancement du projet. Des reprises de Michelle de The Beatles et du morceau Simply Beautiful d'Al Green sont également présentes sur l'album.
En 2012, The Mosaic Project remporte le Grammy Award du meilleur album de jazz vocal.

## Titres
| No  | Titre                                  | Musique                                          | Durée |
| --- | -------------------------------------- | ------------------------------------------------ | ----- |
| 1.  | Transformation                         | Nona Hendryx/Carole Pope/Kevan Staples           | 5:33  |
| 2.  | I Got Lost in His Arms                 | Irving Berlin                                    | 4:58  |
| 3.  | Michelle                               | John Lennon/Paul McCartney                       | 6:52  |
| 4.  | Magic and Music                        | Terri Lyne Carrington                            | 3:45  |
| 5.  | Echo                                   | Bernice Johnson Reagon                           | 7:14  |
| 6.  | Simply Beautiful                       | Al Green                                         | 4:30  |
| 7.  | Unconditional Love                     | Geri Allen                                       | 5:56  |
| 8.  | Wistful                                | Terri Lyne Carrington                            | 4:48  |
| 9.  | Crayola                                | Esperanza Spalding                               | 4:28  |
| 10. | Soul Talk                              | Terri Lyne Carrington/Nona Hendryx               | 5:55  |
| 11. | Mosaic Triad                           | Terri Lyne Carrington                            | 5:59  |
| 12. | Insomniac                              | Terri Lyne Carrington                            | 5:13  |
| 13. | Show Me a Sign                         | Carmen Lundy                                     | 2:28  |
| 14. | Sisters on the Rise (A Transformation) | Nona Hendryx/Carole Pope/Kevan Staples/Shea Rose | 3:59  |

## Musiciens et intervenants
- Terri Lyne Carrington – tambours, percussions, arrangements
- Cassandra Wilson – voix
- Dianne Reeves – voix
- Dee Dee Bridgewater – voix
- Gretchen Parlato – voix
- Carmen Lundy (en) – voix
- Nona Hendryx – voix
- Shea Rose (en) – voix
- Esperanza Spalding – voix, guitare basse
- Mimi Jones (en) – guitare basse
- Anat Cohen – clarinette, clarinette basse, saxophone soprano
- Tineke Postma – saxophone alto, saxophone soprano
- Patrice Rushen – claviers, piano
- Geri Allen – claviers, piano
- Helen Sung – claviers, piano
- Ingrid Jensen – bugle, trompette
- Hailey Niswanger – flûte
- Linda Taylor – guitare
- Chia-Yin Carol Ma – violon
- Sheila E. – percussions
- Angela Davis – commentaires

## Équipe technique
- Robert Hebert : Producteur exécutif
- Frank White : Producteur exécutif
- Bernie Yaged : Producteur associé
- Martin Walters : Mixage
- Mike Marciano : Ingénieur du son
- Erik Zobler : Ingénieur du son
- Chaye DeGasperin : Ingénieur du son
- Jeremy Loucas : Mixage, Ingénieur du son
- Paul Blakemore : Mastering